# Obelisk Orłów Śląskich w Katowicach
Obelisk Orłów Śląskich – znajdujący się w śródmieściu Katowic pomnik upamiętniający miejsce, w którym wzniesiono przed II wojną światową gmach Muzeum Śląskiego.
Obelisk z rzeźbą przedstawiającą dwa zrywające się do lotu orły stoi w narożniku katowickiego placu Bolesława Chrobrego (róg ulic Jagiellońskiej i ul. Józefa Lompy). Jest symbolem powrotu Śląska do Macierzy. Przed II wojną światową w miejscu tym wzniesiono nowoczesny gmach Muzeum Śląskiego. Przygotowania do otwarcia muzeum przerwało nadejście okupacji niemieckiej. Budynek został wówczas rozebrany przez niemieckie władze okupacyjne. O dawnym gmachu muzeum informuje tablica pamiątkowa przy obelisku.
Autorem pomnika był Zygmunt Brachmański.

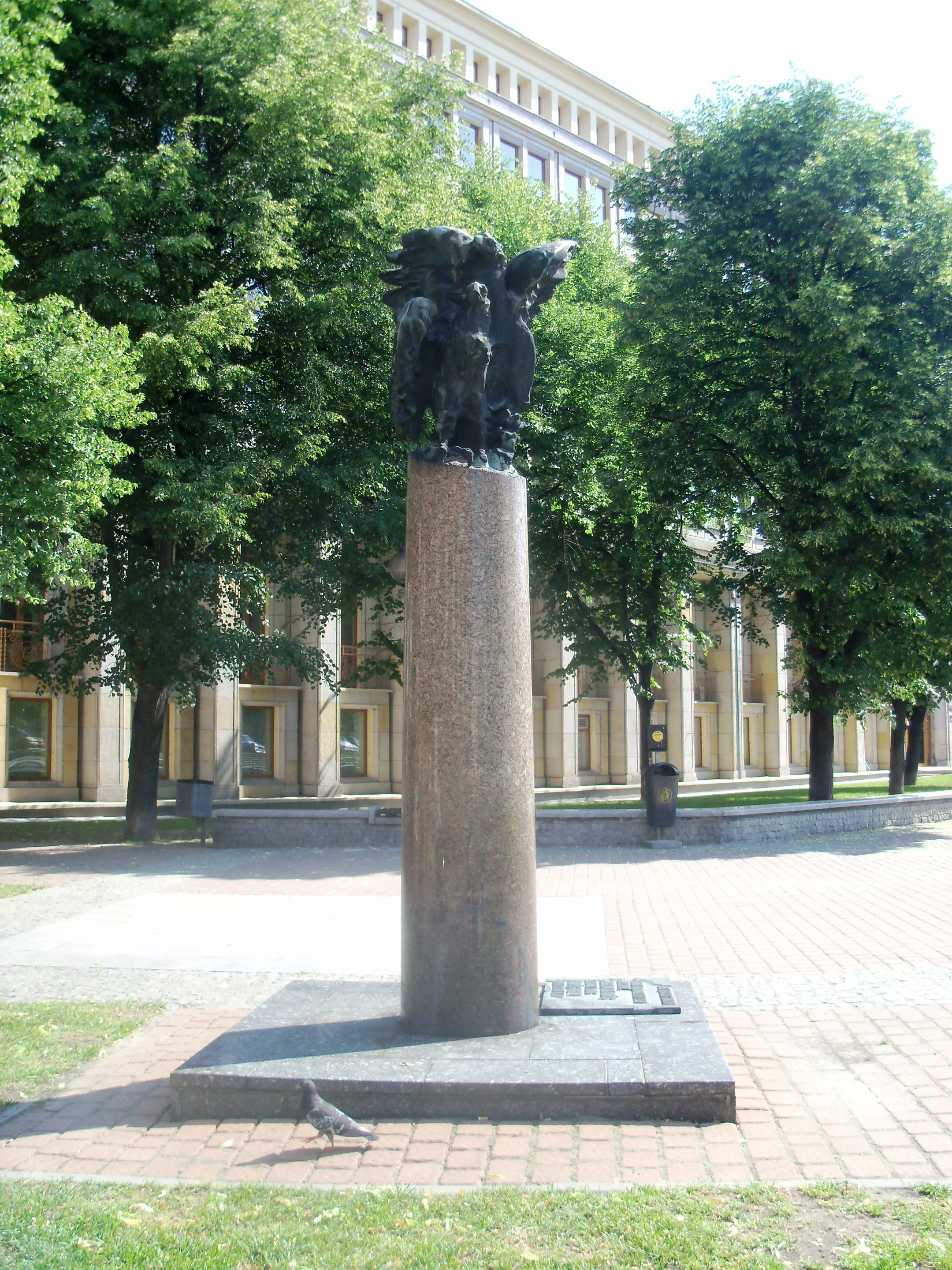
Widok z zachodu
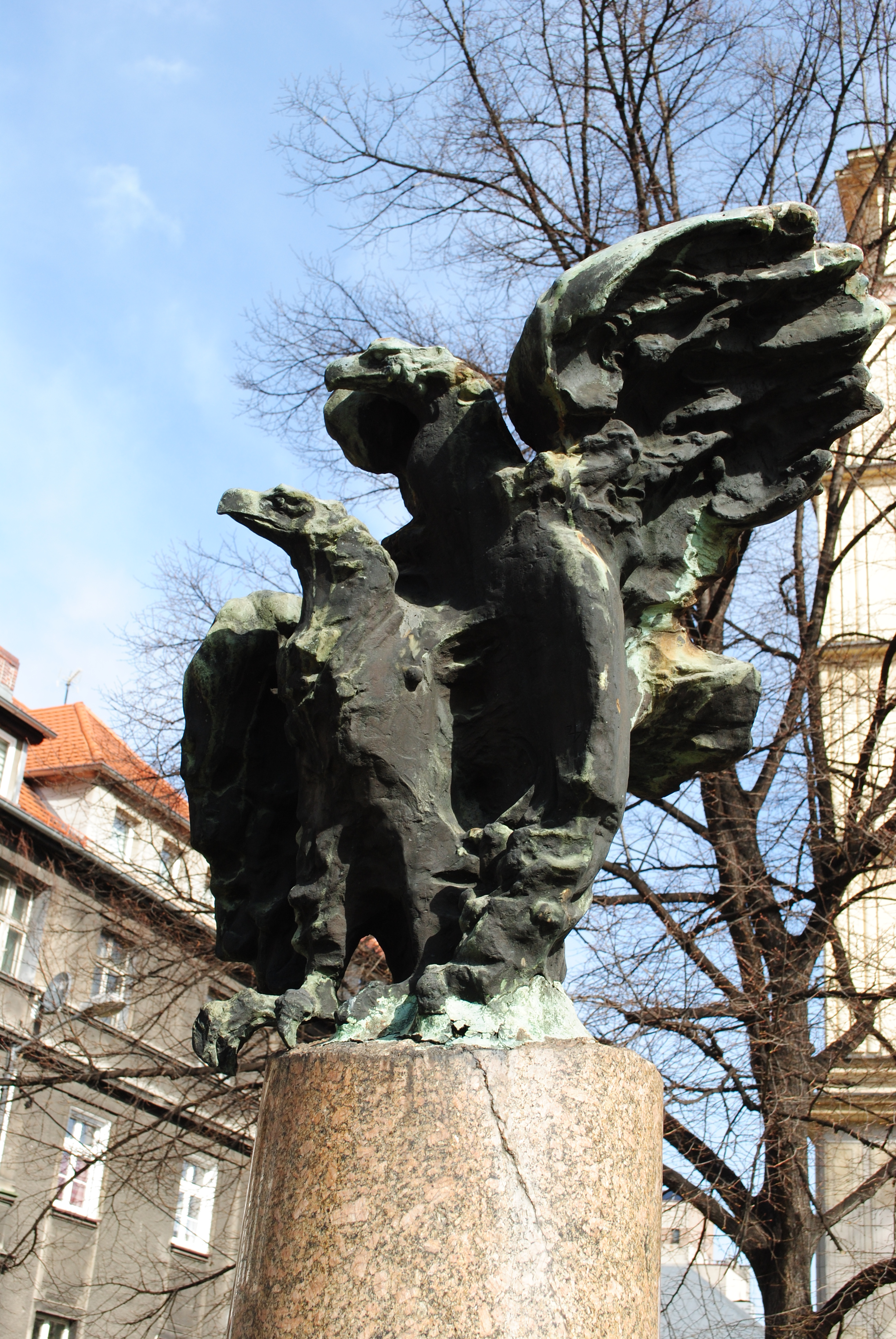
Rzeźba na zwieńczeniu
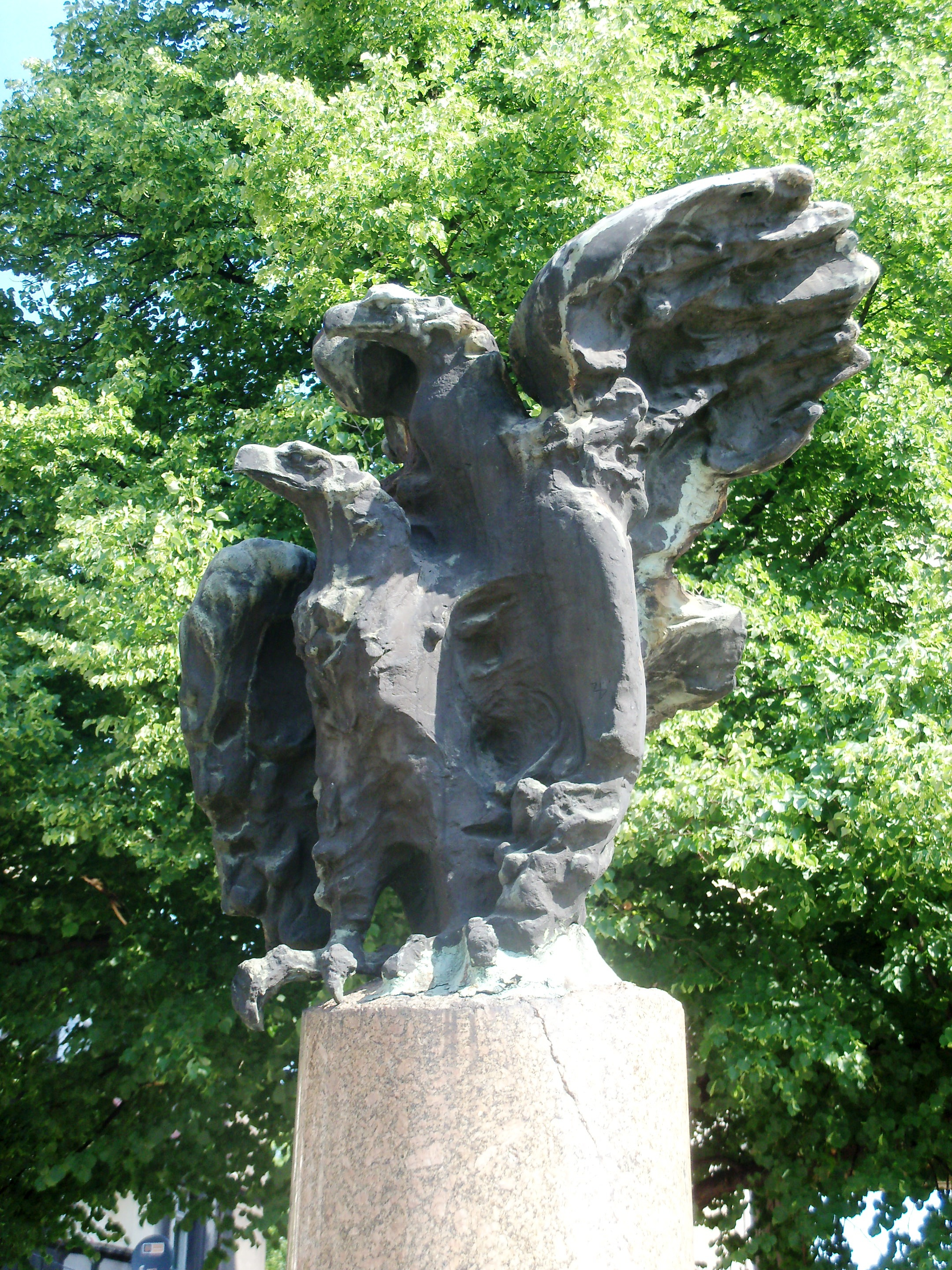
Rzeźba na zwieńczeniu
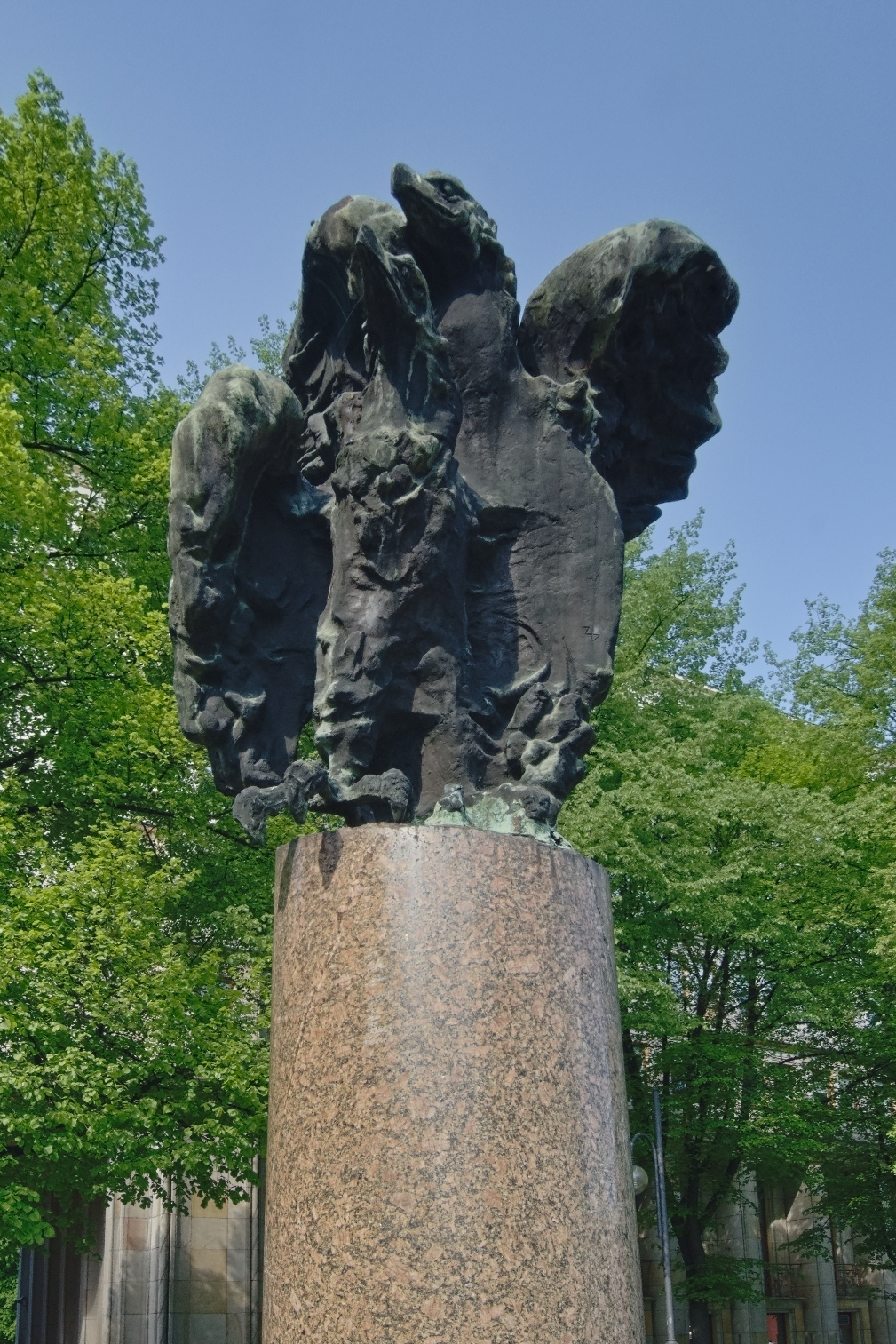
Rzeźba na zwieńczeniu
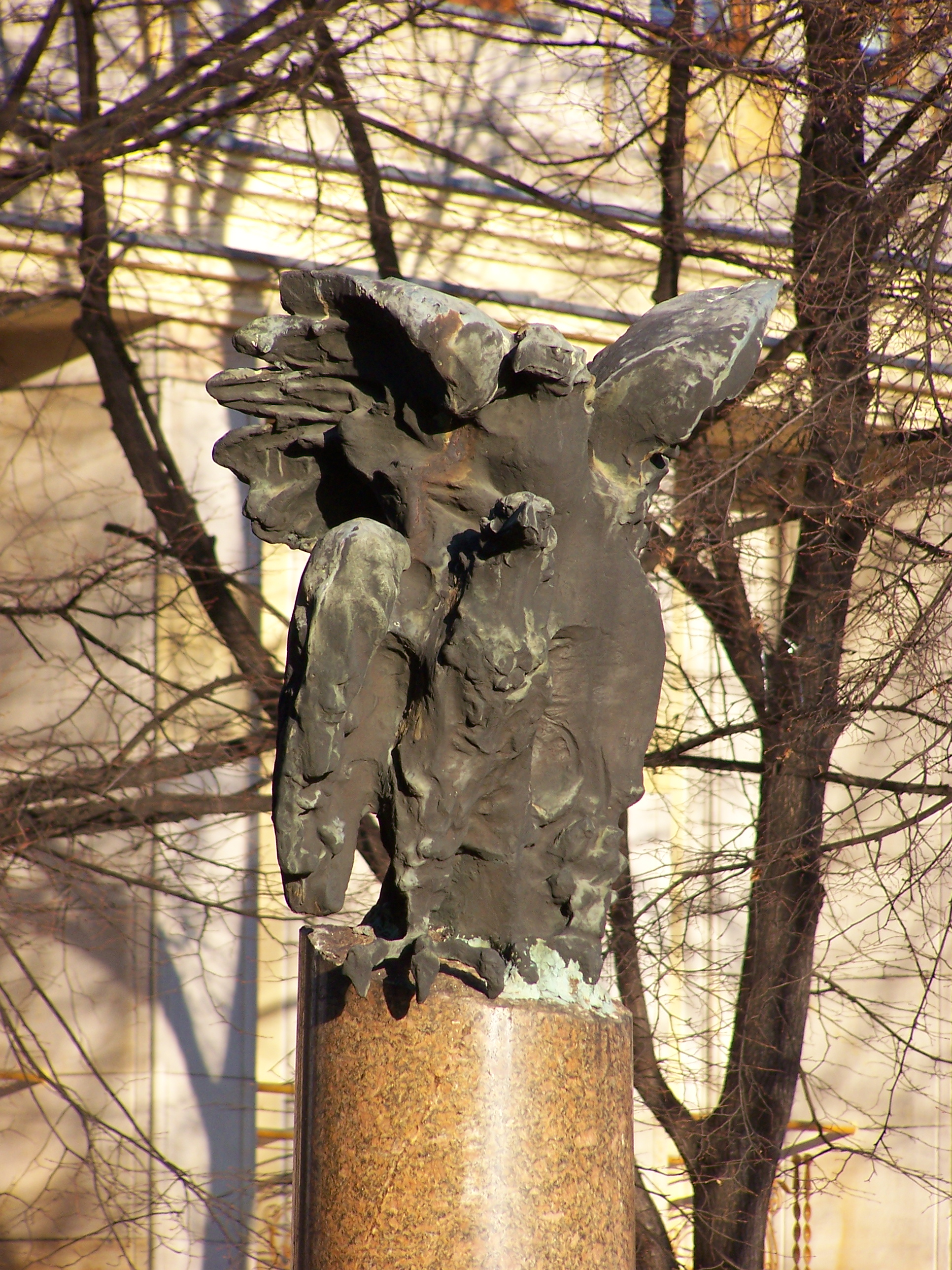
Rzeźba na zwieńczeniu
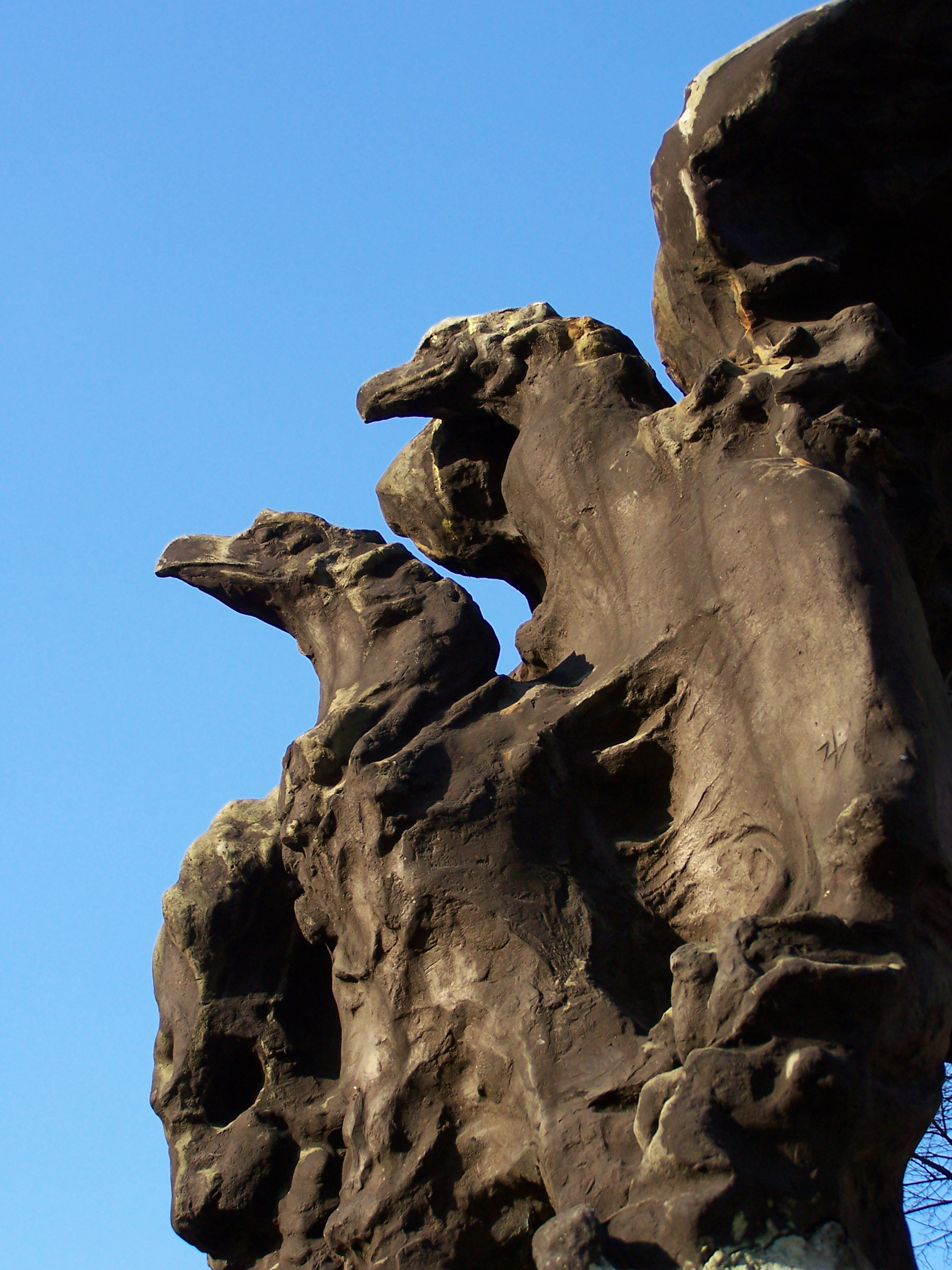
Orły Śląskie, detal
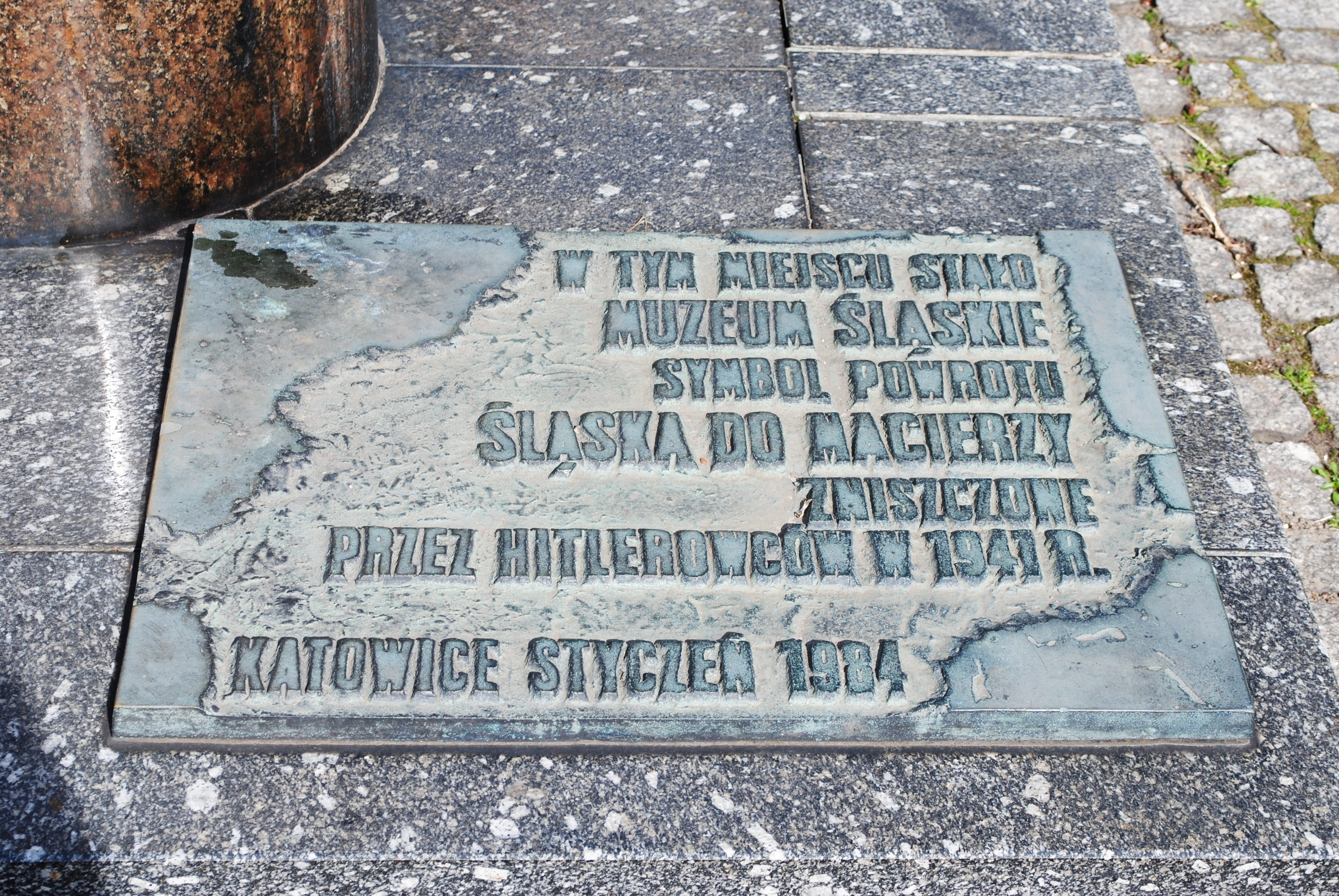
Tablica u podstawy pomnika upamiętniająca dawny budynek Muzeum Śląskiego